# Instituto de Estudos da Palestina
O Instituto de Estudos da Palestina (em inglês: Institute for Palestine Studies (IPS)) é o mais antigo instituto independente de pesquisa de serviço público sem fins lucrativos do mundo árabe. Foi estabelecido e incorporado em Beirute, Líbano, em 1963 e desde então tem servido como modelo para outros institutos na região. É o único instituto no mundo exclusivamente preocupado em analisar e documentar os assuntos palestinos e o conflito árabe-israelense. Também publica periódicos acadêmicos e publicou mais de 600 livros, monografias e coleções documentais em inglês, árabe e francês, bem como seus renomados periódicos acadêmicos trimestrais: Journal of Palestine Studies, Jerusalem Quarterly e Majallat al-Dirasat al-Filistiniyyah. A Biblioteca do IPS em Beirute é a maior do mundo árabe especializada em assuntos palestinos, o conflito árabe-israelense e Judaica.
É liderado por um Conselho de Curadores composto por cerca de quarenta acadêmicos, empresários e figuras públicas que representam quase todos os países árabes. Atualmente, o Instituto mantém escritórios em Beirute, Paris, Washington e Ramallah.